# Bajdida
Bajdida (bɑχdɛːdə, en siríaco clásico: ܒܓܕܝܕܐ, en árabe: بخديدا‎), también conocida como Baghdeda, Karakosh (del turco Qara Qoş, adaptada en inglés como Qaraqosh) o Al-Hamdaniya (en árabe: الحمدانية‎) es una ciudad asiria, localizada en la gobernación de Nínive, en el norte de Irak, a 51 km al sureste de Mosul, en medio de tierras de cultivo, cerca de las ruinas de las antiguas ciudades asirias de Nimrud y Nínive. Está conectada a Mosul por dos carreteras, una de las cuales conduce también a Erbil.

## Historia
Se cree que la antigua ciudad de Rezín mencionada en algunos textos se encontraba en el territorio de la actual Bajdida. Además, la ciudad está situada a 5 km al norte de Balawat, donde diversos artefactos asirios fueron encontrados por el arqueólogo asirio Hormuzd Rassam. Una variante del nombre, Bakdedu, es mencionado como el lugar de una batalla decisiva entre los asirios y los babilonios en el 610 a. C., después de la caída de Nínive. 

### Dominio persa
Conservando su identidad asiria, la ciudad se convirtió en parte del imperio persa y después de los imperios consecutivos que gobernaron la región. Ya a mediados del siglo II se habían establecido comunidades cristianas en el Imperio Parto y los asirios de Bajdida se convirtieron tempranamente al cristianismo. A raíz de las disputas cristológicas del siglo IV se separó de las iglesias occidentales, la Iglesia asiria del Oriente, a la que se unieron los cristianos de Bajdida, una parte de los cuales optó más tarde por Iglesia Ortodoxa Siriana en el siglo VII.

### Dominio árabe
En sus escritos, los asirios de Bajdida recuerdan las incursiones de los persas y kurdos en su pueblo. En 1171, mientras que los gobernadores árabes de Mosul y Damasco estaban luchando entre sí, los kurdos atacaron el monasterio Mar Mattai. En 1261 los kurdos llegaron hasta Mosul, matando a cristianos que se negaron a seguir el Islam y saquearon sus casas e iglesias. Los kurdos luego ocuparon el convento de monjas de Muqortaya y asesinaron a varias de ellas y a otras personas que se habían refugiado allí. En 1288 tuvo lugar una batalla entre los kurdos y los tártaros cerca Bajdida. En 1324 la ciudad fue atacada de nuevo por los kurdos y muchas casas y cuatro iglesias fueron quemadas.

### Dominio turco
En 1580, parte de los ortodoxos sirianos de Bajdida establecieron relaciones con la Iglesia católica, a través del monasterio de Mar Bihnam y en el siglo XVIII la mayoría se unieron a la Santa Sede y se conocen como los católicos sirios. Hubo muchos conflictos entre los nuevos católicos y los cristianos originales, especialmente por la división de las propiedades entre los dos grupos.
En 1742, los persas asfáridas, bajo el liderazgo de Nader Shah invadieron y saquearon la región. La mayoría de los habitantes de Bajdida escaparon y se refugiaron en Mosul, que fue acosada y luego sitiada durante meses. Sin embargo, los cristianos defendieron Mosul y después de meses de bloqueo, los persas finalmente firmaron un acuerdo de paz con el gobernador turco de Mosul, Hasan Pasha Al Jalili y se retiraron en 1743. Para recompensar a los cristianos, el gobernador Jalili permitió que muchas iglesias en la región fueran restauradas. Sin embargo, el gobernador envió a su hijo a Estambul a reunirse con el sultán otomano Mahmud I, para obtener una recompensa para la defensa de Mosul, con la cual pretendió comprar en 1778 la ciudad de Bajdida. Los habitantes entonces abandonaron Bajdida, pero Al Jalili les devolvió la propiedad de la ciudad.

### Irak
El litigio entre los descendientes de Jalili y los habitantes de Bajdida por la propiedad de la ciudad, se prolongó sin embargo hasta el siglo XX. El caso llegó a los tribunales de Mosul en 1920 y aunque resuelto en favor de la población en 1923, fue de nuevo presentado por la familia Jalili el 21 de noviembre de 1949, hasta que finalmente el 15 de marzo de 1954 la decisión judicial benefició al pueblo de Bajdida.
La gran mayoría de los habitantes son asirios étnicos, más del 96% de los cuales son miembros de la Iglesia católica siria. Actualmente, además de los asirios viven en la ciudad minorías chabaquíes, kurdas y árabes yazidistas. Funcionan en la ciudad partidos iraquíes, nacionalistas asirios, asirios-caldeos, siríacos y kurdos.

#### Guerra Civil Siria
En 2014 un grave conflicto armado en torno a la ciudad, a raíz de la toma de Mosul por las tropas del Dáesh y el establecimiento allí de un "califato islámico". La población cristiana de Mosul y de otras localidades ocupadas por el Dáesh se refugió en Bajdida y Erbil. En Bajdida se conformó una milicia de seguridad que patrulla los accesos a la localidad, que conjuntamente con los Peshmerga kurdos defendió la ciudad del ataque del ISIS en julio de 2014. Finalmente la ciudad fue tomada por el Dáesh el 6 de agosto de 2014. Tras más de dos años bajo el poder de los yihadistas, la ciudad fue reconquistada por el ejército iraquí y las Fuerzas de Movilización Popular el 19 de octubre de 2016.

## Economía
La agricultura, la ganadería son las actividades más importante de la población de Bajdida. Desde la década de 1980 muchas personas poseen granjas avícolas, con modernas instalaciones. También prospera la artesanía, en la producción de tejidos y abrigos de piel conocidos localmente como Farawee, hechos de lana de oveja. La ciudad es también un centro de comercio y negocios y además hay granjas avícolas con modernas instalaciones .